# Stefano Comini

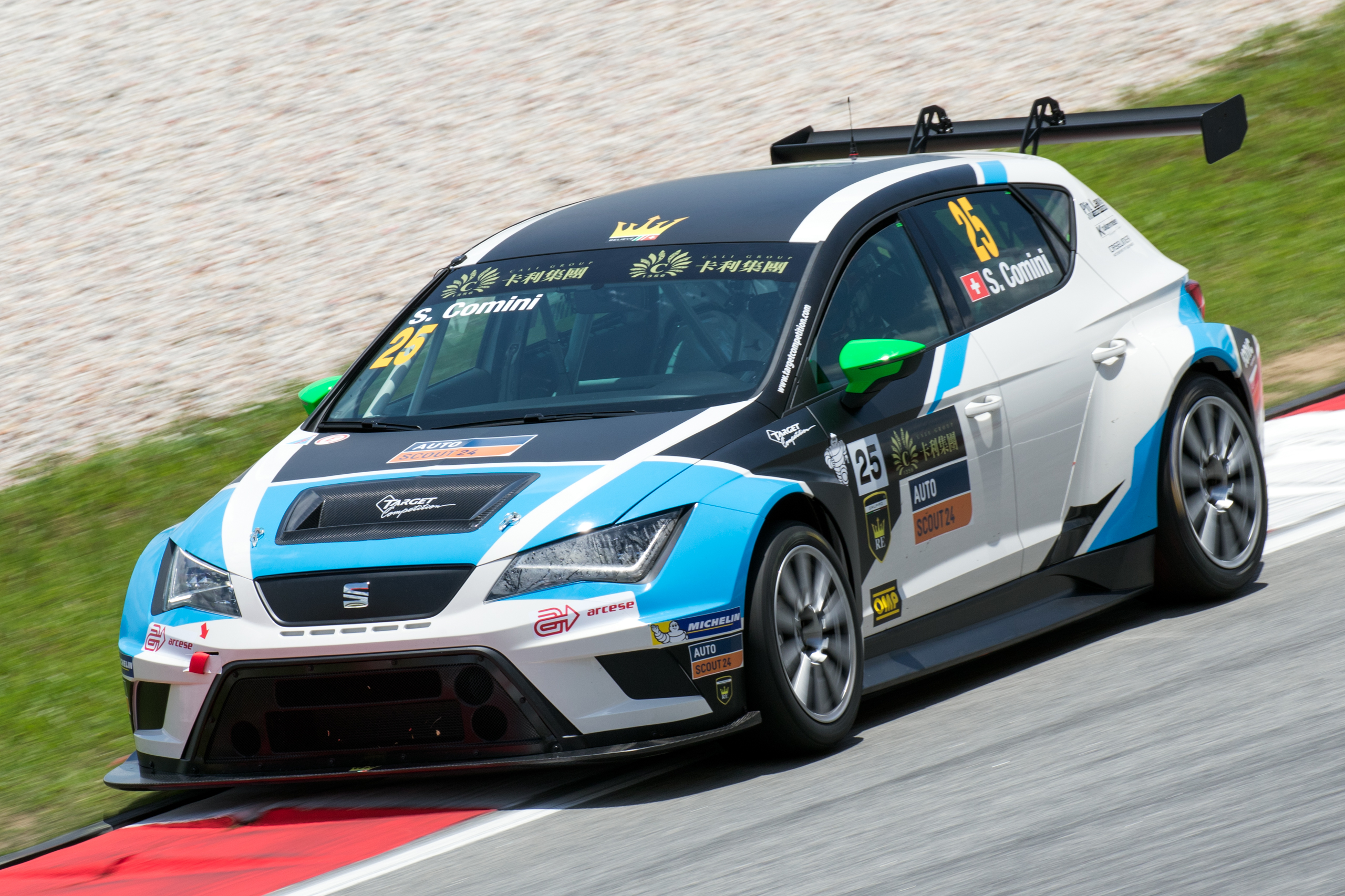
Comini in der TCR International Series in Sepang 2015

Stefano Comini (* 3. Februar 1990 in Lugano) ist ein Schweizer Automobilrennfahrer. Er gewann 2015 und 2016 die TCR International Series.

## Karriere
Comini begann seine Motorsportkarriere 2002 im Kartsport, in dem er bis 2006 aktiv blieb. Unter anderem wurde er 2004 Schweizer Juniorenmeister und gewann 2005 den Schweizer Bridgestone Cup. 2006 stieg Comini zudem in den Formelsport ein. Er wurde Zehnter in der Formel Monza 1.2. 2007 erreichte er in der Formel Monza 1.6 den dritten Rang. Darüber hinaus nahm er auch an einzelnen Rennen der Schweizer Formel Renault 2.0 und der Wintermeisterschaft der italienischen Serie teil. 2008 fuhr Comini für verschiedene Teams in der italienischen Formel Renault. Darüber hinaus nahm er an einzelnen Rennen der Schweizer Formel Renault sowie der italienischen Formel 2000 Light teil. Dabei gelang ihm ein Sieg in der Schweizer Formel Renault. 2009 trat Comini für CO2 Motorsport in der Schweizer und italienischen Formel Renault an. Er blieb in beiden Serien sieglos und wurde Sechster der italienischen und Siebter der Schweizer Formel Renault.
2010 wechselte Comini in den Tourenwagensport zum Oregon Team in die Eurocup Mégane Trophy. Er gewann drei Rennen und erzielte acht Podest-Platzierungen. Die Saison beendete er auf dem dritten Platz in der Fahrerwertung. Darüber hinaus nahm er an zwei Rennen der Formel Abarth teil. 2011 blieb Comini beim Oregon Team in der Eurocup Mégane Trophy. Er gewann elf von 14 Rennen und stand nur einmal nicht auf dem Podium. Die Meisterschaft gewann er mit 305 zu 188 Punkten vor seinem Teamkollegen Niccolò Nalio.
2012 trat Comini für Composit Motorsport im italienischen Renault Clio Cup an. Er gewann die Hälfte aller Rennen und wurde Gesamtsieger. Darüber hinaus startete er für verschiedene Teams zu einzelnen Rennen in der Lamborghini Super Trofeo, der Eurocup Mégane Trophy, im italienischen Porsche Carrera Cup und er absolvierte einen Gaststart im Porsche Supercup. 2013 fuhr Comini für Target Competition im böhmischen Renault Clio Cup. Mit vier Siegen erreichte er den fünften Gesamtrang. Ausserdem absolvierte er je zwei Gaststarts im italienischen Renault Clio Cup sowie der Eurocup Mégane Trophy. In beiden kam er einmal auf dem ersten Platz ins Ziel. 2014 ging Comini für Target Competition im SEAT León Eurocup an den Start. Er gewann drei Rennen und wurde Vierter in der Fahrerwertung. Ausserdem trat er zu zwei Rennen der Lamborghini Super Trofeo an.
2015 erhielt Comini ein Cockpit bei Target Competition in der neugegründeten TCR International Series. Beim Saisonauftakt in Sepang gewann er das erste Rennen und wurde damit zum ersten Sieger eines TCR-Rennens. Mit sechs Siegen war Comini am Saisonende der Fahrer mit den meisten Siegen. Er entschied die Meisterschaft mit 342 zu 312 Punkten vor Pepe Oriola für sich.

## Statistik

### Karrierestationen
| - 2002–2006: Kartsport - 2006: Formel Monza 1.2 (Platz 10) - 2007: Formel Monza 1.6 (Platz 3) - 2007: Schweizer Formel Renault (Platz 17) - 2007: Italienische Formel Renault, Winterserie (Platz 19) - 2008: Italienische Formel Renault (Platz 17) - 2008: Schweizer Formel Renault (Platz 13) - 2008: Italienische Formel 2000 Light, Opening | - 2008: Italienische Formel 2000 Light (Platz 16) - 2009: Italienische Formel Renault (Platz 6) - 2009: Schweizer Formel Renault (Platz 7) - 2010: Eurocup Mégane Trophy (Platz 3) - 2010: Formel Abarth, national (Platz 7) - 2011: Eurocup Mégane Trophy (Meister) - 2012: Italienischer Renault Clio Cup (Meister) - 2012: Lamborghini Super Trofeo, Pro-Am (Platz 9) | - 2012: Eurocup Mégane Trophy (Platz 11) - 2012: Italienischer Porsche Carrera Cup (Platz 11) - 2013: Böhmischer Renault Clio Cup (Platz 5) - 2014: SEAT León Eurocup (Platz 4) - 2014: Lamborghini Super Trofeo, Pro-Am (Platz 18) - 2015: TCR International Series (Meister) |

### Einzelergebnisse in der TCR International Series
| Jahr | Team               | 1   | 2   | 3   | 4   | 5   | 6   | 7   | 8   | 9    | 10  | 11  | 12  | 13  | 14  | 15  | 16  | 17  | 18  | 19  | 20  | 21  | 22  | Punkte | Rang |
| ---- | ------------------ | --- | --- | --- | --- | --- | --- | --- | --- | ---- | --- | --- | --- | --- | --- | --- | --- | --- | --- | --- | --- | --- | --- | ------ | ---- |
| 2015 | Target Competition | SEP | SEP | SHA | SHA | VAL | VAL | POR | POR | MNZ  | MNZ | SAL | SAL | SOC | SOC | SPI | SPI | SIN | SIN | BUR | BUR | MAC | MAC | 342    | 1.   |
| 2015 | Target Competition | 13  | 4   | 4   | 2   | 63  | 1   | 5   | 11  | DNF2 | 4   | 23  | 8   | 4   | 1   | 14  | 9   | 21  | 2   | 5   | 1   | 3   | 1   | 342    | 1.   |